# تپه گورستان قسطین رود
تپه قبرستان قسطین رود مربوط به دوران‌های تاریخی پس از اسلام است و در شهرستان قزوین، روستای قسطین رود واقع شده و این اثر در تاریخ ۳ بهمن ۱۳۷۹ با شمارهٔ ثبت ۳۰۱۴ به‌عنوان یکی از آثار ملی ایران به ثبت رسیده است.